# クワイエットドライブ
クワイエットドライブ(Quietdrive)とは、アメリカ合衆国ミネソタ州出身のポップ・パンクバンド。日本での人気が高く、1stアルバム「When All That's Left Is You」は輸入盤だけで3万枚を超えるセールスを記録した。

## 現在のメンバー
- ケビン・トラッケンミラー / Kevin Truckenmiller （ヴォーカル）
- ブランドン・レニアー / Brandon Lanier （ドラム）
- ウィル・シーザー / Will Caesar （ギター、ボーカル）
- ブライス・ニーハウス / Brice Niehaus （ベース）

### 過去のメンバー
- ジャスティン・ボンハイバー / Justin Bonhiver （ギター）
- マット・カービィ / Matt Kirby （ギター）
- ドルー・ヘイスティングス / Droo Hastings （ベース）

## 略歴
ブランドン、ドルー、ジャスティンの三名が「MP3.com」にてヴォーカルオーディションを行い、そこで採用されたケビン・トラッケンミラーをメンバーに加え「Quietdrive」を結成。その後、地道なライブ活動やデモアルバムのリリース等で確実に知名度を上げていく。
2004年、メジャーレーベルであるEpic Recordsと契約。
2006年5月30日、1stアルバム『When All That's Left Is You』をリリース。同アルバムには、シンディ・ローパーの「Time After Time」のカバーなどが収録された。
2007年末、突如Epic Recordsを離れ、インディーズレーベルであるThe Militia Groupへ移籍。
2008年10月14日、2ndアルバム『Deliverance』をリリース。同年11月6日には、日本国内盤がリリースされた。なお、前作は日本国内盤の発売はなく、事実上同作が日本公式デビューとなる。
2009年1月、来日公演を行った。同年10月、ミニアルバム『Close Your Eyes』をリリース。その直後にマット・カービィがバンドからの脱退を表明。
2010年夏、マットに続きドルーがバンドから脱退した。
2010年12月14日、バンド名を冠した3rdアルバム『Quietdrive』をリリース。同時期に日本国内盤も発売された。
2012年4月24日、4thアルバム『Up or Down』をリリース。
2012年10月10日、ジャスティンが正式にバンドから脱退。

## ディスコグラフィー

### アルバム
| 発売日         | アルバムのタイトル          | 販売レーベル      | 各チャート最高位 |
| 2006年5月30日  | When All That's Left Is You | Epic Records      | Heatseekers 29位 |
| 2008年10月14日 | Deliverance                 | The Militia Group | Heatseekers 6位  |
| 2010年12月14日 | Quietdrive                  | セルフリリース    | 未発表           |
| 2012年4月24日  | Up or Down                  | セルフリリース    | 未発表           |

### シングル
| 発表年 | 曲のタイトル        | 収録アルバム                |
| 2006年 | Rise from the Ashes | When All That's Left Is You |
| 2007年 | Time After Time     | When All That's Left Is You |
| 2008年 | Deliverance         | Deliverance                 |

### ミニアルバム
- Leaving Dramatics EP（2003.11.30）
- Quietdrive EP（2004.8.4）
- Fall from the Ceiling EP（2005.9.27）
- Rise from the Ashes EP（2006.3.27）
- Close Your Eyes EP(2009.10)
- Your Record Our Spin (2011.12) - カバーアルバム

## 来日記録
- 2009年1月29日原宿アストロホール
- 2009年1月31日に名古屋アポロシアター
- 2009年2月2日心斎橋クラブドロップ
- 2009年2月5日渋谷GAME (追加公演)[1]